# Christian Airplay
Christian Airplay es una lista publicada semanalmente por la revista Billboard en los Estados Unidos desde el 21 de junio de 2003.
Esta tabla enumera los 50 discos más escuchados reproducidos en múltiples estaciones de radio cristianas en todo el país según lo monitoreado por Nielsen BDS, ponderado según las calificaciones de Nielsen de cada estación.

## Historia
La lista se tituló originalmente "Hot Christian Songs". La tabla incluía las canciones con más difusión en las estaciones de radio cristianas monitoreadas en los Estados Unidos. A partir de la lista del 7 de diciembre de 2013, Billboard cambió la metodología de la lista Hot Christian Songs para tener en cuenta las ventas digitales, la transmisión y la reproducción al aire de canciones cristianas en todos los formatos de radio. Christian Airplay fue creado para continuar el seguimiento de airplay en estaciones de radio cristianas.
A partir de la edición del 18 de junio de 2022, el sencillo número uno actual es "In Jesus Name (God of Possible)" de Katy Nichole.

## Políticas de la lista
Al igual que con la mayoría de las otras listas de Billboard, la lista Christian Airplay presenta una regla para cuando una canción ingresa en una rotación recurrente. A partir de la semana de las listas del 2 de diciembre de 2006, una canción se declara recurrente en las listas de países si ha estado en las listas más de 20 semanas; no está ganando en giros o impresiones de la audiencia; y está por debajo de 10 en el rango de impresiones o giros de la audiencia. Si una canción ha estado en las listas durante más de 52 semanas, se declarará recurrente si está por debajo de 5 en el rango.

## Registros importantes

### Más canciones en la primera posición
| Total | Artista            | Ref.  |
| ----- | ------------------ | ----- |
| 17    | MercyMe            | [ 2 ] |
| 11    | Matthew West       | [ 3 ] |
| 11    | Casting Crowns     | [ 4 ] |
| 11    | Jeremy Camp        | [ 5 ] |
| 10    | Chris Tomlin       | [ 6 ] |
| 10    | tobyMac            | [ 7 ] |
| 10    | For King & Country | [ 8 ] |

### Más semanas en la primera posición
| Número de semanas | Artista (s)                              | Canción                                   | Año (s) |
| ----------------- | ---------------------------------------- | ----------------------------------------- | ------- |
| 23                | MercyMe                                  | "Word of God Speak"                       | 2003    |
| 20                | Zach Williams                            | "Old Church Choir"                        | 2017–18 |
| 19                | Casting Crowns                           | "East to West"                            | 2007    |
| 19                | Brandon Heath                            | "Give Me Your Eyes"                       | 2008    |
| 18                | Chris Tomlin                             | "Made to Worship"                         | 2006    |
| 17                | Matthew West                             | "Hello, My Name Is"                       | 2013    |
| 16                | MercyMe                                  | "Greater"                                 | 2014–15 |
| 16                | Lauren Daigle                            | "You Say"                                 | 2018–19 |
| 15                | Jeremy Camp                              | "Take You Back"                           | 2005    |
| 15                | Building 429                             | "Where I Belong"                          | 2012    |
| 15                | Chris Tomlin                             | "Whom Shall I Fear (God of Angel Armies)" | 2013    |
| 15                | Zach Williams                            | "Chain Breaker"                           | 2016–17 |
| 15                | Casting Crowns (featuring Matthew West)  | "Nobody"                                  | 2019–20 |
| 14                | Casting Crowns                           | "Voice of Truth"                          | 2004–05 |
| 14                | Matthew West                             | "The Motions"                             | 2008    |
| 14                | tobyMac                                  | "City on Our Knees"                       | 2009    |
| 14                | Newsboys                                 | "We Believe"                              | 2014    |
| 13                | Matt Redman                              | "10,000 Reasons (Bless the Lord)"         | 2012    |
| 13                | Third Day                                | "Call My Name"                            | 2008    |
| 13                | MercyMe                                  | "Here with Me"                            | 2004    |
| 13                | Cory Asbury                              | "Reckless Love"                           | 2018    |
| 12                | Mandisa                                  | "Overcomer"                               | 2013    |
| 11                | Phillips, Craig & Dean                   | "Revelation Song"                         | 2009    |
| 11                | Aaron Shust                              | "My Savior My God"                        | 2006    |
| 11                | MercyMe                                  | "Flawless"                                | 2015    |
| 10                | MercyMe                                  | "All of Creation"                         | 2010    |
| 10                | Jeremy Camp                              | "There Will Be a Day"                     | 2009    |
| 10                | Casting Crowns                           | "Lifesong"                                | 2005    |
| 10                | Third Day                                | "Cry Out to Jesus"                        | 2005    |
| 10                | Phil Wickham                             | "This Is Amazing Grace"                   | 2014    |
| 10                | Third Day (junto a All Sons & Daughters) | "Soul on Fire"                            | 2015    |
| 10                | Jordan Feliz                             | "The River"                               | 2015–16 |
| 10                | For King & Country                       | "God Only Knows"                          | 2019    |

Fuente: